# Перемога (фільм)
Перемога (англ. Victory) — американський фільм 1981 року.

## Сюжет
Під час Другої світової війни як пропагандистський жест нацисти поширюють інформацію, що збираються зіграти футбольний матч з в'язнями табору для військовополонених, де містяться солдати і офіцери союзників. Полонені погоджуються, маючи намір використовувати організацію матчу як спосіб підготувати втечу з табору.

## У ролях
| Актор              | Роль                   |
| ------------------ | ---------------------- |
| Сильвестр Сталлоне | капітан Роберт Гатч    |
| Майкл Кейн         | капітан Джон Колбі     |
| Пеле               | капрал Луїс Фернандес  |
| Макс фон Сюдов     | майор Карл фон Штайнер |
| Боббі Мур          | Террі Бреді            |
| Освальдо Арділес   | Карлос Рей             |
| Поль Ван Гімст     | Мішель Філю            |
| Казімеж Дейна      | Пол Волчек             |
| Халлвар Торез      | Гуннар Хілссон         |
| Майк Саммербі      | Сід Хармор             |
| Ко Принс           | Пітер ван Бек          |
| Расселл Осман      | Дуг Клюр               |
| Джон Ворк          | Артур Хейс             |
| Сорен Лінстед      | Ерік Болл              |
| Кевін О'Каллаган   | Тоні Льюїс             |